# Кулманов, Кадыр Ажгиреевич
Кады́р Ажгире́евич Кулма́нов (23 ноября 1911—1994) — советский железнодорожник, педагог, заслуженный работник транспорта Казахской ССР.

## Биография
Начальное образование получил в мусульманской школе, затем учился в русской школе-семилетке в Астрахани, окончил кооперативный техникум в Кзыл-Орде. В 1930 году поступил на рабфак в Ташкенте.
В 1931 году Кулманов был в первом наборе Ташкентского института инженеров железнодорожного транспорта, в 1936 году окончил факультет «Эксплуатация железных дорог» и стал инженером железнодорожного транспорта по движению и грузовой работе.
По направлению он приехал на станцию Чимкент и был назначен инженером. Через девять лет его перевели старшим инженером службы движения Управления Туркестано-Сибирской железной дороги.
В 1939 году в Семипалатинске он женился на Галие Бобкиной, которую до этого исключили из техникума ирригации и механизации в Ташкенте, как дочь врага народа.
В 1940 году он был переведён работать инженером станции Семипалатинск, а позднее — старшим инженером Матайского отделения движения, где его застало сообщение о начале Великой Отечественной войны. С 1942 года работал на различных инженерных должностях в линейных предприятиях Турксиба: заместителем начальника станции Аягуз, старшим инженером Аягузского и Чуйского отделений движения.
В феврале 1945 года его назначили заместителем начальника службы движения Туркестано-Сибирской железной дороги, и он с семьёй переехал в Алма-Ату. Его трудовые успехи в годы войны были отмечены Почётной грамотой Верховного Совета Казахской ССР, медалью «За доблестный труд в Великой Отечественной войне», знаками «Почётному железнодорожнику» и «Ударник Сталинского призыва».
С 1947 по 1951 год Кадыр Кулманов работал главным инженером службы движения. В этот период в стране восстанавливали разрушенное войной народное хозяйство, что было невозможно выполнить без слаженной работы железнодорожного транспорта. Для того, чтобы ускорить прохождение поездов с грузами, Кадыру Кулманову приходилось делать очень многообразную деятельность: он принимал участие в рассмотрении различных проектов по строительству вторых путей, новых линий, внедрении новых устройств СЦБ и связи, развитии станций и узлов, усилении технической оснащённости предприятий и хозяйств.
В 1951 году в Алма-Ату в Управление Турксиба приехала комиссия из Министерства путей сообщения, один из участников которой поделился с Кулмановым информацией о том, что его кандидатура рассматривается в Управлении кадровой политики министерства на очередное повышение. Однако при сборе данных о происхождении кадровики обнаружили, что его дядей был султан Бахтыгерей Кулманов, депутат Государственной думы Российской империи I и II созывов, а отцом его жены купец первой гильдии Фейдахмет Бобкин, который дружил с русским промышленником Саввой Морозовым.
Кулманову посоветовали не рисковать и принять меры, вплоть до смены работы. Посоветовавшись с супругой, он принял решение уехать в Ташкент, куда его давно приглашал его бывший сокурсник Валентин Иванович Аксёнов, работавший заведующим кафедрой Ташкентского института инженеров железнодорожного транспорта. После первого визита к начальнику института Петруковичу, Кулманова приняли старшим преподавателем кафедры «Организация движения на железнодорожном транспорте».
Кулманов поступил в аспирантуру Ленинградского института инженеров железнодорожного транспорта, где проходил обучение под руководством видных учёных: А. Е. Гордона, М. А. Гранквиста, Ю. Т. Угрюмова и других. Благодаря большому производственному опыту он смог определить научное направление и защитить кандидатскую.
За 23 года работы в ТашИИТе Кадыр Кулманов работал старшим преподавателем, заместителем декана эксплуатационного факультета, деканом факультета «Автоматика, телемеханика и связь», был доцентом, деканом эксплуатационного факультета. За это время он написал и издал учебно-методические пособия и учебники, ставшие базовыми в образовании студентов по специальности «Организация железнодорожного транспорта». Основное направление всех научных трудов — усовершенствование графика движения поездов.
В 1973 году Кулманова перевели в Алма-Атинский филиал ТашИИТа для его усиления и открытия транспортного института в Казахской ССР. Вместе с директором филиала Д. О. Омаровым, Кулманов активно включился в работу, используя большой опыт вузовской работы. Он стал первым деканом дневного отделения АлИИТа и первым заведующим кафедрой «Организация движения поездов». Он многократно избирался членом партбюро института, являлся членом комиссии по замещению должностей профессорско-преподавательского состава, членом учёного совета института и председателем организационно-методической комиссии по внутривузовскому контролю.
За плодотворную работу на железнодорожном транспорте, подготовку высококвалифицированных инженерных и технических кадров, активную научно-педагогическую деятельность и участие в общественной жизни Кадыру Кулманову было присвоено почётное звание «Заслуженный работник транспорта Казахской ССР».
В свободное время от работы он изучал историю казахского народа, был близок с историком Ермуханом Бекмахановым. Одним из увлечений Кулманова было изучение «Слова о полку Игореве».